# Sandstone universities
Sandstone universities (Sandstensuniversiteterne) er en uformelt defineret gruppe, der omfatter Australiens ældste videregående uddannelsesinstitutioner. De fleste blev grundlagt i kolonitiden, med undtagelse af University of Queensland (1909) og University of Western Australia (1911). Alle universiteterne i gruppen har bygninger, der primært er bygget af sandsten. Medlemskab af gruppen er baseret på alder; nogle universiteter, som f.eks. det private Bond University, har sandstensbelagte bygninger, men betragtes ikke som sandstensuniversiteter.
Betegnelsen "sandstensuniversitet" er ikke helt synonymt med medlemskab af Group of Eight, som omfatter Australian National University, Monash University og University of New South Wales, men ikke University of Tasmania. Ikke desto mindre er konnotationerne (prestige, fokus på forskning og læseplaner, der lægger stor vægt på teori frem for praksis) stort set de samme for de to grupper. Den australske regerings undersøgelsesdata om universitetsuddannede har tidligere vist, at studerende, der går på sandstensuniversiteter, kommer fra familier med højere indkomst, og at de færdiguddannede i vid udstrækning har højere betalte erhverv eller indflydelsesrige stillinger, hvilket har givet anledning til påstande om elitisme og social opdeling.

## De enkelte institutioner
Sandstensuniversiteter kan enten være universiteter, der blev grundlagt før første verdenskrig, eller det ældste universitet i deres respektive delstat; begge definitioner giver de samme universiteter.
| Universitet                     | Beliggenhed             | Etableret | Bachelorstuderende | Postgraduate-studerende | Aktiver           | Akademisk personale |
| ------------------------------- | ----------------------- | --------- | ------------------ | ----------------------- | ----------------- | ------------------- |
| University of Adelaide          | Adelaide, Sydaustralien | 1874      | 20.005             | 7.352                   | $929 millioner    | 1.481               |
| University of Melbourne         | Melbourne, Victoria     | 1853      | 26.751             | 22.543                  | $1,335 milliarder | 4.631               |
| University of Queensland        | Brisbane, Queensland    | 1909      | 35.076             | 18.620                  | $224,3 millioner  | 2.908               |
| University of Sydney            | Sydney, New South Wales | 1850      | 35.351             | 25.958                  | $2,5 milliarder   | 3.743               |
| University of Tasmania          | Hobart, Tasmanien       | 1890      | 27.880             | 5.999                   | $561 millioner    | 1.255               |
| University of Western Australia | Perth, Vestaustralien   | 1911      | 19.839             | 5.967                   | $709 millioner    | 1.538               |

## Galleri
- Sandstone Universities
- Barr Smith Library, University of Adelaide
- Old Quad, University of Melbourne
- Great Court, University of Queensland
- Main Quadrangle, University of Sydney
- Domain House, University of Tasmania
- Winthrop Hall, University of Western Australia